# Cygnus Solutions
Cygnus Solutions, pierwotnie Cygnus Support – założona w 1989 roku firma mająca zapewniać komercyjne wsparcie dla wolnego oprogramowania. Założycielami byli John Gilmore, Michael Tiemann i David Hankel-Wallace. Hasłem reklamowym było Making free software affordable.
Przez lata pracownicy Cygnus Solutions opiekowali się kilkoma kluczowymi projektami GNU, jak na przykład GNU Debugger i GNU Binutils (pakiet binutils zawiera między innymi asembler i linker). Mieli również bardzo duży wkład w projekt GCC. Cygnus zaprojektował bibliotekę BFD i używał jej przy przenoszeniu oprogramowania GNU na rozmaite architektury sprzętowe, w niektórych przypadkach pracując pod rygorem nieujawniania informacji, żeby wyprodukować narzędzia pozwalające na rozpoczęcie prac nad oprogramowaniem dla nowych układów scalonych.
Cygnus to również pierwotny twórca zestawu Cygwin – posiksowej nakładki i pakietu oprogramowania GNU dla systemów z rodziny Microsoft Windows.
15 listopada 1999 Cygnus Solutions ogłosiło połączenie z firmą Red Hat i przestało istnieć jako osobna firma na początku roku 2000. Część pracowników Cygnusa była zatrudniona przez Red Hat, w tym Tiemann, który został dyrektorem technicznym (CTO).